# 约翰·弗莱明
约翰·安布罗斯·弗莱明爵士（英語：Sir John Ambrose Fleming，1849年11月29日—1945年4月18日），英国电气工程师和物理学家。他曾发明真空管（二极管）以及物理電磁学中使用的右手法则。

## 生平
生于兰开夏郡兰卡斯特，他是家中七个孩子中最大的一个，父亲是基督教会总管詹姆斯·弗莱明（James Fleming DD），母亲是玛丽·安（Mary Ann），他在1850年2月11日接受洗礼。他有兩段婚姻史，1887年首次結婚，1928年再度結婚。 1927年，约翰·弗莱明从伦敦大学学院退休。1929年受封爵士。不過膝下无子女，死后他将大部分不动产捐给基督教慈善机构，用于帮助穷人。